# 米特拉环形山
米特拉环形山(Mitra)是月球背面北半球上一座古老的大型撞击坑，约形成于前酒海纪，其名称取自印度孟加拉族物理学家西西尔·库马尔·米特拉(Sisir Kumar Mitra，1890年–1963年)，1970年被国际天文联合会正式批准接受。

## 描述
该陨坑西邻布列季欣环形山、东接马赫环形山、亨涅伊环形山和雷蒙环形山分别位于它的东南和西南。该环形山的中心月面坐标为17°46′N 154°39′W / 17.76°N 154.65°W，直径97.1公里，深度2.8公里。
米特拉环形山外观呈圆状，外侧壁基本已被损毁，环边缘坐落着大大小小的众多撞击坑，使其与周边地貌难以区分；坑底中心偏南有一座醒目的大陨坑；北部，数座小陨坑组成了一串东西走向的链坑，其余地表上散布着一些更细小的陨坑。米特拉环形山的东南边缘与卫星坑"米特拉 J"相接。
米特拉环形山位于狄利克雷-杰克逊盆地里面。

## 卫星陨石坑

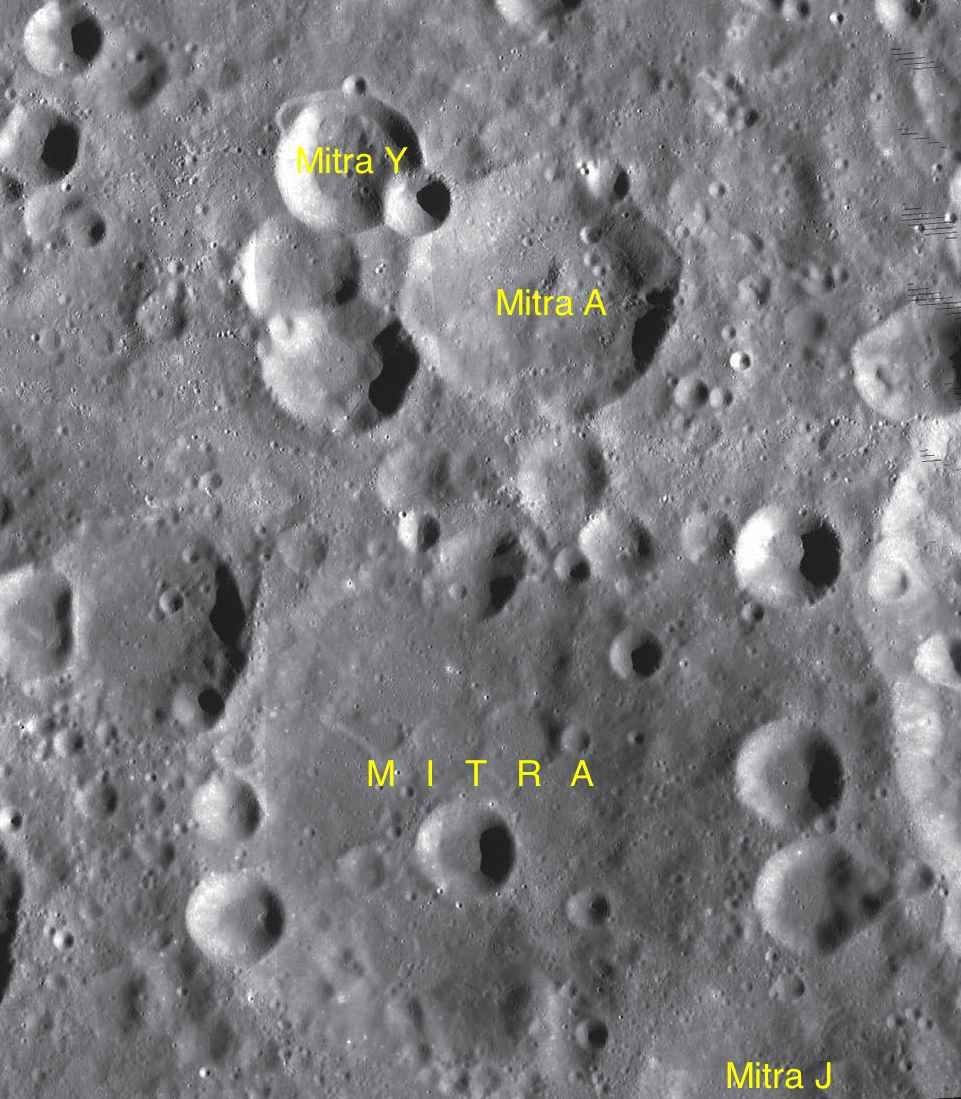
LAC-51 月图

按惯例，最靠近米特拉环形山的卫星坑在月图上以字母标注在该坑中心点的旁边。
| 米特拉 | 纬度    | 经度     | 直径    |
| ------ | ------- | -------- | ------- |
| A      | 20.8° N | 154.1° W | 46 公里 |
| J      | 15.9° N | 153.2° W | 46 公里 |
| Y      | 21.5° N | 155.2° W | 26 公里 |

- 卫星坑"米特拉 A"形成于酒海纪[1]。

## 另请参阅
- 博斯环形山